# Camille Catala
Camille Catala (Montpellier, 6 de maio de 1991) é uma futebolista profissional francesa que atua como atacante.

## Carreira
Camille Catala fez parte do elenco da Seleção Francesa de Futebol Feminino, nas Olimpíadas de 2012, ela marcou um gol na competição. 